# Perdita albomaculata
Perdita albomaculata är en biart som beskrevs av Timberlake 1980. Perdita albomaculata ingår i släktet Perdita och familjen grävbin. Inga underarter finns listade i Catalogue of Life.